# Парчевич (квартал)
Вижте пояснителната страница за други значения на Парчевич.
Парчевич е бивше село и най-западният и най-малкият от кварталите на българския град  Раковски. Селището е разположено на пътя Пловдив-Брезово-Казанлък. Името му до 1934 година е Алифаково (изписвано и Алифакъ(х)). Между 1934 и 1943 година селището носи името Антраниково. На 3 февруари 1966 година е слято със селищата Генерал Николаево и Секирово и формират град Раковски.

## История
Едни от първите сведения за село Алифакъх са в османските данъчни регистри от XVI в. То фигурира като Велед-и данишменд (на османски турски: على فقيه, на турски: Veled-i-danişmend) и Али Фъкъх (на османски турски: ولد دانشمند, на турски: Ali fıkıh). Общият приход от селището е формиран от данъчно облагане върху добив на: пшеница, ечемик, сено, кошери, лен, папур, воденици, люпилни за ориз и др. такси. В регистъра от началото на века до селището е регистрирано и завие на Кюрекчи баба, в което са описани 7 абдали, един от които е техен религиозен лидер – шейх. Селището е описано в нахия Караджа даг на каза Филибе. Гроб на Али-Факъ - местен мюсюлмански светия - съществува в околностите на селището до войните в началото на XX в. и привлича многобройни поклонници из правоверните и циганите мюсюлмани от околността и по-отдалеч.
В близост до селата Алифъкъх и Балтаджа през XVI в. съществува и мезра Тарла (Язла), а по-късно се оформят и чифлици, притежавани от богати турци. През следващите векове в района на селището започват да се завръщат от Северна България българи-павликяни, които със времето приемат католицизма. Павликяните работят като наемни работници (ратаи) в стопанските структури на богатите турци. Сведения за кръщения в село Алифакъх се срещат в енорийска кръщелна книга от 1729 г.
Село Алифакъх е населено от мюсюлмани и павликяни до Освобождението на България. След Руско-турската война (1878 г.) отношения между жителите на селото се отбягват и християните се изселват в съседното село Балтаджии. След Освобождението името на селото е  Алифаково и до 1905 г. то е било чисто мюсюлманско село. Поради извънмерното си увеличение, жителите на съседното село Балтаджии в края на XIX век били принудени да се замислят за някое по-широко място за заселване. В началото на XX век, отец Ангел Бадов поел посредничество между своите енориаши и изселващите се от Алифаково турци при откупуването на техните земи. Първата къща, принадлежаща на турчин на име Сюлейман, била откупена през 1905 г. от влиятелния тогава в Балтаджии – Йозо Йовчев за единия от синовете му, Рафаил, който се заселил със семейството си на 24 септември същата година. Според статистиката на Царство България през учебната 1907/1908 г. в село Алифаково има турско училище, в което се учат 5 момчета и 3 момичета с един учител със заплата 400 лева.
През 1914 г. останалите турци в селото решават да се изселят и да продадат имотите си. Отец Амврозий Комаров окуражава жителите на Балтаждии да закупят имотите на изселниците. За тази цел са направени постъпки пред Министерството на финансите кредитният лимит на сдружение „Св. Изидор“ да бъде вдигнат два пъти поради неговото изчерпване. С увеличаване на броя на семействата преместили се от Балтаджии в Алифаково, нуждата от постоянен свещеник в селото нараства. Балтаджии помагат със средства за построяване на сграда, която да служи за място на църковни служби и за място където ще живее свещеника. През 1919 г. сградата е готова. Отец Франц Човалков е първият постоянен свещеник в селото.
През 1921 г. в село Алифаково е построено Народно начално училище „Филип Станиславов“. Франц Станчев е един от инициаторите за откриване на училището. Надежда Иванова е първата редовна учителка. През 1925 г. е построена камбанария на църквата. 
Къщите в селото наброяват 40 по време на земетресението през 1928 г., а населението – 222 души. Всички къщи са нови или построени след 1904 г. Нито една от тях не е запазена. Процентно селото дава най-много жертви от всички населени места в района. Цар Борис III и епископ Викенти Пеев посещават селото на другия ден и организират първата материална и духовна помощ. Военните са мобилизирани за разчистване на развалините. Френският консул в Пловдив, френското дружество „Франс-Ориент“ и папският визитатор помагат с парични дарения за селото. Българският червен кръст осигурява едномесечена прехрана за 20 деца, останали без родители.
След земетресението сградата на училището е съборена и обучението продължава в къщата на Франц Станчев. На 25 февруари 1929 г. е построена нова сграда, в която са настанени 20 ученика с един учител в четири слети класа. След писмо от Училищното настоятелство до Министерството на образованието за увеличаване на учителския персонал, се назначава още един преподавател. През 1931 г. е построен и на 8 ноември осветен нов храм - трикорабна кръстообразна базилика с една осмоъгълна камбанария над главния вход.
Комисията, работила по преименуването на българските селища през 1931 – 1932 г., спазва правила при преименуването, сред които е приемане на имена на личности от Македоно-одринското опълчение. Така през 1934 г. селото е преименувано на Антраниково в чест на арменския генерал Антраник Озанян, служил в Българската армия през Балканските войни като командир на арменската доброволческа рота в Македоно-одринското опълчение през 1912 и 1913 г. По настояване на жителите му от 1943 г. селото носи името на българския католически епископ барон Петър Парчевич.
През 1938 г. е обсъждано името на селото да е променено на Изворово. Електрифицирането на селото започва през ноември 1940 г. и е завършено през декември следващата година.
От 1931 г. до 1945 г. в училището преподава Антон Биков, читалищен деец и изследовател на историята на просветното дело в католическите села. През 1949 г. се създава и ТКЗС в село Парчевич с председател Павел Рабаджийски.

## Управление
От след Съединението до 1914 г. селото е към община Инбекчии (днес село Стряма), Сърнегорска околия. След това до 1944 г. е към община Балтаджии. След 1944 г. до сливането му в град Раковски има собствено кметство. Първият kмет на селото е Йозо Геков.

## Численост на населението
През 1916 г. жителите му са около 100, през 1934 г. - 350, а през 1943 г. - 373. При създаване на град Раковски селото е наброявало около 500 души. При честване на 50-та годишнина на град Раковски през 2016 година, квартал „Парчевич“ има 578 жители.